# Acaparar el mercado

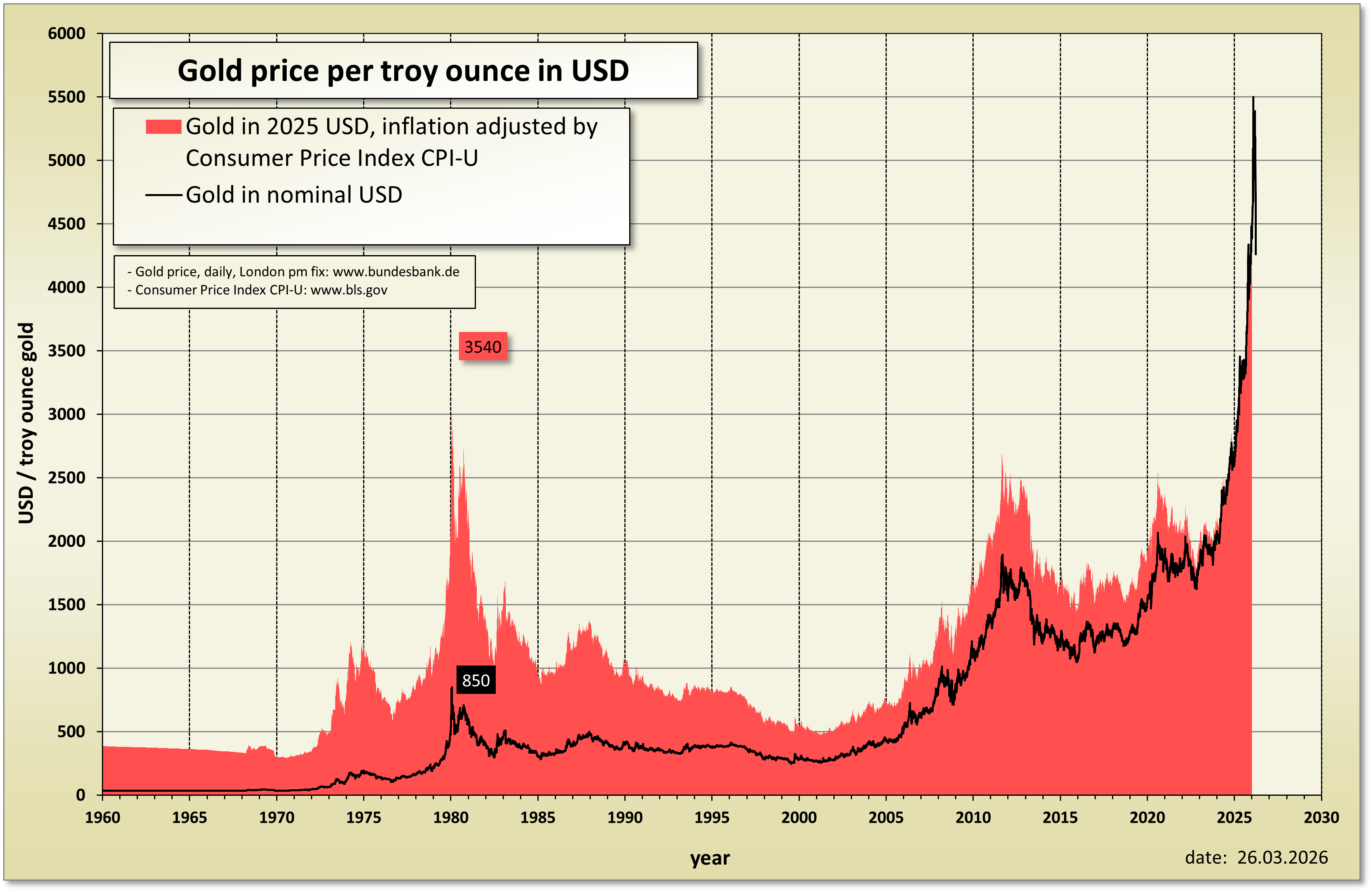
Tras un intento de acaparar el mercado de la plata por parte de los hermanos Hunt en 1980, los precios del oro y la plata se dispararon brevemente en un acontecimiento conocido como el Jueves de Plata.

En finanzas, acaparar el mercado consiste en obtener un control suficiente de una determinada acción, mercancía u otro activo para intentar manipular el precio de mercado. Una definición de acaparar un mercado es «tener la mayor cuota de mercado en una industria concreta sin tener un monopolio».
Las empresas que han acaparado sus mercados normalmente lo han hecho en un intento de obtener un mayor margen de maniobra en sus decisiones; por ejemplo, pueden desear cobrar precios más altos por sus productos sin temor a perder demasiado negocio. El acaparador espera hacerse con el control de una parte suficiente de la oferta de la mercancía para poder fijar su precio.

## Estrategia y riesgos
Acaparar un mercado puede intentarse mediante varios mecanismos. La estrategia más directa consiste en comprar un gran porcentaje de la mercancía disponible puesta a la venta en algún mercado al contado y acapararla. Con la llegada del comercio de futuros, un acaparador puede comprar un gran número de contratos de futuros sobre una mercancía y luego venderlos con beneficio tras inflar el precio.
Aunque ha habido muchos intentos de acaparar mercados mediante compras masivas de todo tipo de productos, desde estaño hasta ganado, hasta la fecha muy pocos de estos intentos han tenido éxito; por el contrario, la mayoría de estos intentos de acaparamiento han tendido a romperse espontáneamente. De hecho, ya en 1923, Edwin Lefèvre escribió: «muy pocas de las grandes esquinas fueron rentables para los ingenieros de las mismas».
Una empresa que intenta acaparar un mercado es vulnerable debido al tamaño de su posición, que la hace muy susceptible al riesgo de mercado. Por su naturaleza, acaparar un mercado requiere que una empresa compre materias primas o sus derivados a precios artificiales; esto crea efectivamente una situación en la que otros inversores intentan beneficiarse de estas maquinaciones mediante el arbitraje. Esto tiene un efecto disuasorio sobre el intento de acaparamiento, ya que estos inversores suelen tomar posiciones opuestas a las del acaparador. Además, si el precio comienza a moverse en contra del acorralador, cualquier intento de venta por parte de éste provocaría probablemente una caída sustancial del precio, sometiendo al acorralador a un riesgo catastrófico.
En casi todos los casos, la empresa simplemente se queda sin dinero y se disuelve antes de acercarse a controlar los precios. En los pocos casos en que las empresas han adquirido una posición dominante en un mercado, los gobiernos y las bolsas han intervenido. Acaparar un mercado suele ser considerado poco ético por el público en general y tiene efectos muy indeseables en la economía.

## Ejemplos

### El mercado de cebolla estadounidense (década de 1950)
A finales de los años 50, los cultivadores de cebollas de Estados Unidos denunciaron que Sam Seigel y Vincent Kosuga, operadores de la Bolsa Mercantil de Chicago, intentaban acaparar el mercado de la cebolla. Sus quejas dieron lugar a la aprobación de la Ley de Futuros de la Cebolla, que prohibió el comercio de futuros de la cebolla en Estados Unidos y sigue en vigor en 2024.

### Los hermanos Hunt y el mercado de la plata (década de 1970)
Los hermanos Nelson Bunker Hunt y William Herbert Hunt intentaron acaparar los mercados mundiales de la plata a finales de la década de 1970 y principios de la de 1980, llegando a poseer los derechos de más de la mitad de la plata entregable del mundo. Durante la acumulación del metal precioso por parte de los Hunt, los precios de la plata subieron de 11 $ la onza en septiembre de 1979 a casi 50 $ la onza en enero de 1980. Dos meses más tarde, los precios de la plata se desplomaron por debajo de los 11 dólares la onza,y gran parte de la caída se produjo en un solo día, conocido ahora como el Jueves de Plata, debido a los cambios introducidos en las normas bursátiles relativas a la compra de materias primas con margen.

### Hamanaka y el mercado del cobre (década de 1990)
Yasuo Hamanaka, el principal operador de cobre de Sumitomo Corporation, intentó acaparar el mercado internacional del cobre durante un periodo de diez años hasta 1996. Al fracasar su plan, Sumitomo se quedó con grandes posiciones en el mercado del cobre, perdiendo finalmente 2600 millones de dólares. Hamanaka confesó en junio de 1996 y se declaró culpable de los cargos penales derivados de su actividad comercial en 1997. Un tribunal de Tokio le condenó a ocho años de prisión.

### Porsche y las acciones de Volkswagen (2008)
Durante la crisis financiera de 2007-2010, Porsche acaparó el mercado de acciones de Volkswagen, que se convirtió brevemente en la empresa más valiosa del mundo. Porsche alegó que sus acciones estaban destinadas a obtener el control de Volkswagen y no a manipular el mercado: en este caso, mientras acaparaba el mercado de acciones de Volkswagen, Porsche contrató con shorts desnudos, lo que dio lugar a un short squeeze sobre ellos. Al final no tuvo éxito, lo que llevó a la dimisión del director ejecutivo y financiero de Porsche y a la fusión de Porsche en Volkswagen.
Uno de los hombres más ricos de la industria alemana, Adolf Merckle, se suicidó tras ponerse corto en acciones de Volkswagen.

### Armajaro y el mercado europeo del cacao (2010)
El 17 de julio de 2010, Armajaro compró 240 100 toneladas de cacao. La compra hizo que los precios del cacao subieran a su nivel más alto desde 1977. La compra se valoró en 658 millones de libras y representó el 7 % de la producción mundial anual de cacao. La transacción, la mayor operación individual de cacao en 14 años, fue llevada a cabo por Armajaro Holdings, un fondo de cobertura cofundado y gestionado por Anthony Ward. Ward fue apodado «Chocfinger» por sus colegas por sus hazañas. El apodo hace referencia tanto al villano de Bond Goldfinger como a un dulce británico.